# Resolució 566 del Consell de Seguretat de les Nacions Unides
La Resolució 566 del Consell de Seguretat de les Nacions Unides, aprovada el 19 de juny de 1985 després de recordar les resolucions 269 (1969), 276 (1970), 301 (1971), 432 (1978), 385 (1976), 431 (1978), 435 (1978), 439 (1978), 532 (1983) i 539 (1983), el Consell va expressar la seva preocupació per la tensió i la inestabilitat que va causar la continuïtat de l'ocupació de Namíbia (llavors coneguda com a Àfrica del Sud-oest) per part de Sud-àfrica, les polítiques de apartheid implementades al territori i que el territori es va utilitzar com a trampolí per a atacs sud-africans a altres països d'Àfrica meridional.
El Consell va declarar la seva responsabilitat internacional sobre Namíbia, i va assenyalar que el 1985 marcava el 40è aniversari de la fundació de les Nacions Unides, així com el 25è aniversari de l'aprovació de la Declaració sobre la concessió de la independència als països i pobles colonials, expressant la preocupació que encara no s'havia de resoldre la qüestió de Namíbia.
La Resolució 566, acollint amb beneplàcit la campanya mundial contra l'apartheid, va condemnar Sud-àfrica per la seva ocupació il·legal i permanent de Namíbia i el seu desafiament a les resolucions sobre el tema. La resolució considerava il·legal el govern interí a Windhoek i va declarar que no se li oferirà cap reconeixement. També va donar suport al poble de Namíbia en la seva "lluita legítima", demanant als Estats membres que els proporcionessin suport moral i material.
El Consell va reiterar els esforços de Sud-àfrica per vincular la independència de Namíbia a qüestions irrellevants o estranyes incompatibles amb la Resolució 435 i condemnant-ne tota obstrucció. Per tant, el Consell va insistir que el pla de les Nacions Unides és l'única base internacionalment acceptada per a una solució pacífica de la qüestió.
La resolució va continuar per esbossar el paper del Secretari General de les Nacions Unides en les consultes amb el Govern de Sud-àfrica i va resoldre els problemes relacionats amb l'aplicació de la Resolució 435, instant a Sud-àfrica per cooperar amb ell, i que no fer-ho obligarà al Consell de Seguretat a prendre mesures addicionals en virtut de Capítol VII.
Finalment, el Consell va recordar als Estats membres que segueixin aplicant l'embargament d'armes contra Sud-àfrica, incloent restriccions a les inversions, relacions marítimes i aèries, esport i relacions culturals, i la prohibició de la venda de krugerrands.
La resolució 566 va ser aprovada per 13 vots contra cap, amb l'abstenció del Regne Unit i dels Estats Units.